# NGC 914
NGC 914 é uma galáxia espiral (Sc) localizada na direcção da constelação de Andromeda. Possui uma declinação de +42° 08' 41" e uma ascensão recta de 2 horas, 26 minutos e 05,1 segundos.
A galáxia NGC 914 foi descoberta em 30 de Novembro de 1878 por Édouard Jean-Marie Stephan.